# Yimmi Chará
Yimmi Javier Chará Zamora (Cali, Valle del Cauca, Colombia; 2 de abril de 1991) es un futbolista y arquitecto colombiano que juega como centrocampista. Su equipo actual es el Junior de la Categoría Primera A de Colombia.

## Trayectoria

### Deportes Tolima
En el 2010 llegó al club Deportes Tolima de la ciudad de Ibagué. Se convirtió en el goleador, capitán y figura del equipo «Pijao» en el último año. Esto lo hizo ídolo de la hinchada tolimense.
Se coronó campeón de la Copa Colombia 2014 al derrotar en la final a Santa Fe.
Gracias a su desempeño de gol por partido y en la selección, se convirtió en el mejor jugador colombiano que disputó la liga local. Llegó a ser considerado por varios equipos entre ellos el Pachuca, el Monterrey de México y algunos equipos europeos.

### CF Monterrey
En diciembre de 2014 firmó con el Club de Fútbol Monterrey para disputar el torneo Clausura 2015. Su primer gol con la camiseta de los «Rayados» fue por la cuarta fecha en la Copa Mexicana ante el Veracruz. Llegó a tener como compañeros a sus compatriotas John Stefan Medina, Edwin Cardona, Alexander Mejía y Dorlan Pabón. Terminó su primera temporada con 4 goles en 16 partidos jugados por primera vez a nivel internacional.

### Atlético Nacional
El 12 de junio de 2015 se confirmó que llegaría en calidad de préstamo por un año sin opción de compra al Club Atlético Nacional de Medellín. El 5 de agosto marcó su primer gol con la camiseta verde, donde hizo un doblete en la goleada sobre el Deportivo Pasto 4-0 por la quinta fecha del Finalización 2015. Fue un jugador clave en todos los cotejos que enfrentó el equipo verdolaga durante todo el semestre, pero hizo notar aún más su talento en las llaves de eliminación camino a la final al tomar las riendas del ritmo y el buen juego del equipo. Marcó un gol decisivo contra el Independiente Medellín que le serviría al equipo para remontar un resultado en contra y lograr pasar a la gran final. También marcó contra el Junior en el Estadio Metropolitano al ir perdiendo por dos tantos a cero y lograr reducir la diferencia a solo un gol. Este tanto fue esencial para la consecución del título. En tan solo un semestre, el jugador caleño logró quedar plasmado en la Historia Verdolaga por sus numerosas y destacadas actuaciones. 
Entre diciembre de 2015 y enero de 2016 el Monterrey solicita al jugador, pues ya tenía un acuerdo para que el jugador fuese cedido al club Dorados de Sinaloa. A pesar de los esfuerzos directivos del cuadro verde y la disposición del jugador por no abandonar la escuadra, el club mexicano se hizo con los servicios del jugador y lo tendría en sus filas a partir del primer semestre de 2016. El 21 de enero de 2016 Chará recibe el reconocimiento como mejor jugador del segundo semestre del año 2015 después de las numerosas votaciones recibidas en la ceremonia del sorteo de la Liga, Torneo y Copa Águila.

### Dorados de Sinaloa
El 16 de diciembre de 2015 es confirmada su cesión a los Dorados de Sinaloa. El 13 de febrero marca su primer gol y el de su equipo en el campeonato en la derrota 3-2 frente a los Pumas.

### CF Monterrey
Termina su préstamo con Dorados de Sinaloa y regresa a la plantilla del Club de Fútbol Monterrey para el Apertura 2016.
Su primer gol lo marcaría el 3 de agosto en la victoria como visitantes 3-0 contra el Don Bosco en la CONCACAF Champions League. Su primer gol en la liga lo haría el 21 de septiembre en la victoria 5 a 2 contra el Santos Laguna.
El 26 de enero da la victoria a su equipo por la mínima en el debut de la Copa México Clausura 2017 frente al Juárez.

### Junior
El 13 de junio de 2017 es confirmado como nuevo jugador de Junior de Barranquilla, Yimmi Chará firmó contrato por tres años y Junior pagó 4,5 millones de dólares por su contrato, rompiendo récord al convertirse en el fichaje más caro que se ha producido en el fútbol profesional colombiano. Debuta el 9 de julio con gol en la victoria 3 a 0 sobre La Equidad, así mismo en la ida del partido por los 16.os de la Copa Sudamericana 2017 marca el gol del empate como visitantes frente al Deportivo Cali, su primer doblete lo marca el 20 de julio en la goleada 3 por 0 sobre América de Cali. El 6 de agosto con un soberbio gol de Chará vencen 1-2 a Millonarios. El 12 de agosto convirtió los 2 goles de Junior ante el Envigado F. C. Hasta el 3 de diciembre de 2017 era el goleador de la Liga Águila II-2017 con 11 goles. En la Copa Sudamericana 2017 Chará marcó el tercero en la victoria de Junior 3-1 sobre Cerro Porteño, poniendo su segundo gol en el torneo. El 8 de noviembre se consagraría campeón de la Copa Colombia 2017.
Finalizó su primera temporada con Junior marcando 13 goles y dando 5 asistencias en los tres torneos disputados, es de destacar que, por sus grandes actuaciones Yimmi se fue ganando el cariño de la afición. El 15 de febrero de 2018 anotó el gol del triunfo por la mínima sobre Club Guaraní por la tercera fase de Copa Libertadores 2018, en fase de grupos el 19 de abril marcó en el 0-2 sobre Alianza Lima. El 22 de abril por Liga descontó en el empate 2-2 ante América de Cali, marcando su 2.ª anotación. El 20 de mayo anotó en el empate 2-2 ante Independiente Medellín.

### Atlético Mineiro
El 12 de junio de 2018 se confirmó su fichaje por el Clube Atlético Mineiro del  Campeonato Brasileño de Serie A, pagó 6 millones de dólares por el 70% de los derechos federativos del jugador, firmando un contrato de cinco años con el club. El 18 de julio debutó con derrota por la mínima visitando a Grêmio. El 22 de julio marcó su primer gol en la derrota 3 a 2 como visitantes en casa del SE Palmeiras.
El 27 de agosto de 2019 marcó gol en la victoria 3 por 1 como visitantes sobre La Equidad clasificando a semifinales de la Copa Sudamericana 2019 en un global de 5-2. Marcó en las semifinales ida en la derrota 2-1 ante CA Colón en Argentina.

### Portland Timbers
El 2 de enero de 2020 se hizo oficial su llegada a la Major League Soccer tras fichar por Portland Timbers.

### Regreso a Junior
El 1 de enero de 2024 se confirmó su regreso a Junior. El volante regresó luego de 6 años y tras tener una gran experiencia en Brasil (Atlético Mineiro) y la MLS (Portland Timbers).El 21 de enero marcó en el triunfo 2-0 sobre Atlético Bucaramanga por Liga. El 1 de febrero anotó su segundo gol en la victoria 3-0 sobre Independiente Medellín.

## Selección nacional
Fue convocado por primera vez a la Selección Colombia el 3 de octubre de 2014 por el técnico José Néstor Pékerman para los juegos amistosos frente a El Salvador y Canadá. Participaría en el juego en el cual el equipo cafetero venció 3-0 a El Salvador en el Red Bull Arena de Nueva Jersey. El 25 de agosto de 2017, es convocado por las eliminatorias al Mundial frente a Venezuela y Brasil, estaría presente en ambos partidos, en el primero fue titular; y en Barranquilla ingresó para el segundo tiempo por Cuadrado mostrando gran nivel. El 5 de octubre entró en el 75' asistiendo en el gol a Falcao, perdiendo 1-2 ante Paraguay.
El 14 de mayo de 2018 fue incluido por el entrenador José Pekerman en la lista preliminar de 35 jugadores para disputar la Copa Mundial de Fútbol de 2018. Finalmente sería descartado de la lista final de 23 jugadores. Su primer gol con la selección lo marcó el 7 de septiembre dándole la victoria 2-1 sobre Venezuela en el minuto 89 después de ingresar por Cuadrado.

### Participaciones enEliminatorias al Mundial
| Eliminatoria                        | Sede del Mundial       | Posición               | Resultado   | PJ | GA | Asis |
| ----------------------------------- | ---------------------- | ---------------------- | ----------- | -- | -- | ---- |
| Eliminatorias Mundial de Rusia 2018 | Rusia                  | 4°lugar 27pts          | Clasificado | 4  | 0  | 1    |
| Eliminatorias Mundial de Catar 2022 | Catar                  | 6°lugar 23pts          | Eliminado   | 1  | 0  | 0    |
| Total en Eliminatorias              | Total en Eliminatorias | Total en Eliminatorias | 1/2         | 5  | 0  | 1    |

### Participaciones enCopas América
| Copa              | Sede   | Resultado    | PJ | GA | Asis |
| ----------------- | ------ | ------------ | -- | -- | ---- |
| Copa América 2021 | Brasil | Tercer lugar | 4  | 0  | 0    |

### Goles internacionales
| # | Fecha                   | Lugar                                    | Rival     | Gol   | Resultado | Competición |
| - | ----------------------- | ---------------------------------------- | --------- | ----- | --------- | ----------- |
| 1 | 7 de septiembre de 2018 | Hard Rock Stadium, Miami, Estados Unidos | Venezuela | 1 - 2 | 1 - 2     | Amistoso    |

## Estadísticas
| Club                               | Div              | Temporada        | Liga  | Liga  | Liga   | Copa nacional | Copa nacional | Copa nacional | Copa internacional | Copa internacional | Copa internacional | Total | Total | Total  | Prom. · |
| Club                               | Div              | Temporada        | Part. | Goles | Asist. | Part.         | Goles         | Asist.        | Part.              | Goles              | Asist.             | Part. | Goles | Asist. | Prom. · |
| ---------------------------------- | ---------------- | ---------------- | ----- | ----- | ------ | ------------- | ------------- | ------------- | ------------------ | ------------------ | ------------------ | ----- | ----- | ------ | ------- |
| Centauros Villavicencio · Colombia | 2.ª              | 2009             | 9     | 0     | 0      | 1             | 0             | 0             | —                  | —                  | —                  | 10    | 0     | 0      | 0,00    |
| Centauros Villavicencio · Colombia | Total club       | Total club       | 9     | 0     | 0      | 1             | 0             | 0             | 0                  | 0                  | 0                  | 10    | 0     | 0      | 0,00    |
| Deportes Tolima · Colombia         | 1.ª              | 2010             | 3     | 0     | 0      | 0             | 0             | 0             | 0                  | 0                  | 0                  | 3     | 0     | 0      | 0,00    |
| Deportes Tolima · Colombia         | 1.ª              | 2011             | 6     | 0     | 1      | 10            | 0             | 0             | 0                  | 0                  | 0                  | 16    | 0     | 1      | 0,00    |
| Deportes Tolima · Colombia         | 1.ª              | 2012             | 40    | 7     | 1      | 8             | 4             | 0             | 3                  | 0                  | 0                  | 51    | 11    | 1      | 0,21    |
| Deportes Tolima · Colombia         | 1.ª              | 2013             | 41    | 10    | 7      | 4             | 1             | 0             | 8                  | 1                  | 0                  | 53    | 12    | 7      | 0,22    |
| Deportes Tolima · Colombia         | 1.ª              | 2014             | 35    | 11    | 7      | 11            | 5             | 0             | 0                  | 0                  | 0                  | 46    | 16    | 7      | 0,35    |
| Deportes Tolima · Colombia         | Total club       | Total club       | 125   | 28    | 16     | 33            | 10            | 0             | 11                 | 1                  | 0                  | 169   | 39    | 16     | 0,23    |
| Monterrey · México                 | 1.ª              | 2015             | 10    | 1     | 2      | 7             | 3             | 0             | 0                  | 0                  | 0                  | 17    | 4     | 2      | 0,25    |
| Monterrey · México                 | 1.ª              | 2016-17          | 33    | 3     | 6      | 5             | 4             | 0             | 3                  | 1                  | 0                  | 41    | 8     | 6      | 0,19    |
| Monterrey · México                 | Total club       | Total club       | 43    | 4     | 8      | 12            | 7             | 0             | 3                  | 1                  | 0                  | 58    | 12    | 8      | 0,25    |
| Atlético Nacional · Colombia       | 1.ª              | 2015-II          | 23    | 5     | 10     | 2             | 0             | 0             | 0                  | 0                  | 0                  | 25    | 5     | 10     | 0,20    |
| Atlético Nacional · Colombia       | Total club       | Total club       | 23    | 5     | 10     | 2             | 0             | 0             | 0                  | 0                  | 0                  | 25    | 5     | 10     | 0,20    |
| Dorados de Sinaloa · México        | 1.ª              | 2016             | 16    | 1     | 4      | 0             | 0             | 0             | 0                  | 0                  | 0                  | 16    | 1     | 4      | 0,08    |
| Dorados de Sinaloa · México        | Total club       | Total club       | 16    | 1     | 4      | 0             | 0             | 0             | 0                  | 0                  | 0                  | 16    | 1     | 4      | 0,08    |
| Junior · Colombia                  | 1.ª              | 2017             | 18    | 11    | 4      | 5             | 0             | 0             | 8                  | 2                  | 0                  | 31    | 13    | 4      | 0,41    |
| Junior · Colombia                  | 1.ª              | 2018             | 11    | 3     | 2      | 0             | 0             | 0             | 10                 | 2                  | 3                  | 21    | 5     | 5      | 0,24    |
| Junior · Colombia                  | 1.ª              | 2024             | 43    | 6     | 2      | 4             | 0             | 1             | 7                  | 0                  | 0                  | 54    | 6     | 3      | 0,11    |
| Junior · Colombia                  | 1.ª              | 2025             | 32    | 2     | 4      | 2             | 0             | 0             | 1                  | 0                  | 0                  | 35    | 2     | 4      | 0,07    |
| Junior · Colombia                  | Total club       | Total club       | 104   | 22    | 12     | 11            | 0             | 1             | 26                 | 4                  | 3                  | 141   | 26    | 16     | 0,19    |
| Atlético Mineiro · Brasil          | 1.ª              | 2018             | 22    | 1     | 7      | 0             | 0             | 0             | 0                  | 0                  | 0                  | 22    | 1     | 7      | 0,05    |
| Atlético Mineiro · Brasil          | 1.ª              | 2019             | 26    | 4     | 1      | 4             | 2             | 0             | 16                 | 3                  | 0                  | 46    | 9     | 1      | 0,20    |
| Atlético Mineiro · Brasil          | Total club       | Total club       | 48    | 5     | 8      | 4             | 2             | 0             | 16                 | 3                  | 0                  | 68    | 10    | 8      | 0,15    |
| Portland Timbers Estados Unidos    | 1.ª              | 2020             | 24    | 4     | 3      | 2             | 0             | 0             | -                  | -                  | -                  | 26    | 4     | 3      | 0,15    |
| Portland Timbers Estados Unidos    | 1.ª              | 2021             | 34    | 6     | 5      | 0             | 0             | 0             | 4                  | 3                  | 0                  | 38    | 9     | 5      | 0,29    |
| Portland Timbers Estados Unidos    | 1.ª              | 2022             | 34    | 4     | 4      | 1             | 0             | 0             | 0                  | 0                  | 0                  | 35    | 4     | 4      | 0,20    |
| Portland Timbers Estados Unidos    | 1.ª              | 2023             | 17    | 1     | 3      | 0             | 0             | 0             | 2                  | 0                  | 0                  | 19    | 1     | 3      | 0,05    |
| Portland Timbers Estados Unidos    | Total club       | Total club       | 109   | 15    | 15     | 3             | 0             | 0             | 6                  | 3                  | 0                  | 118   | 18    | 15     | 0,15    |
| Total de carrera                   | Total de carrera | Total de carrera | 477   | 80    | 73     | 66            | 19            | 1             | 62                 | 12                 | 3                  | 605   | 111   | 77     | 0,19    |

### Selección
| Selección         | Año               | Amistosos | Amistosos | Copa América | Copa América | Copa Mundial | Copa Mundial | Eliminatorias Mundialistas | Eliminatorias Mundialistas | Total | Total |
| Selección         | Año               | Part.     | Goles     | Part.        | Goles        | Part.        | Goles        | Part.                      | Goles                      | Part. | Goles |
| ----------------- | ----------------- | --------- | --------- | ------------ | ------------ | ------------ | ------------ | -------------------------- | -------------------------- | ----- | ----- |
| Colombia          |                   |           |           |              |              |              |              |                            |                            |       |       |
| 2014              | 2                 | 0         | --        | --           | --           | --           | --           | --                         | 2                          | 0     |       |
| 2017              | 0                 | 0         | --        | --           | --           | --           | 4            | 0                          | 4                          | 0     |       |
| 2018              | 3                 | 1         | --        | --           | --           | --           | --           | --                         | 3                          | 1     |       |
| 2019              | 1                 | 0         | --        | --           | --           | --           | --           | --                         | 1                          | 0     |       |
| 2021              | --                | --        | 4         | 0            | --           | --           | --           | --                         | 4                          | 0     |       |
| 2022              | 1                 | 0         | --        | --           | --           | --           | 1            | 0                          | 2                          | 0     |       |
| Total en Colombia | Total en Colombia | 7         | 1         | 4            | 0            | --           | --           | 5                          | 0                          | 16    | 1     |

## Palmarés

### Títulos nacionales
| Título              | Club              | País           | Temporada |
| ------------------- | ----------------- | -------------- | --------- |
| Copa Colombia       | Deportes Tolima   | Colombia       | 2014      |
| Categoría Primera A | Atlético Nacional | Colombia       | 2015-II   |
| Copa Colombia       | Junior            | Colombia       | 2017      |
| MLS is Back         | Portland Timbers  | Estados Unidos | 2020      |
| Conferencia Oeste   | Portland Timbers  | Estados Unidos | 2021      |

### Distinciones individuales
| Distinción                                  | Club                   | Año  |
| ------------------------------------------- | ---------------------- | ---- |
| Mejor jugador de la Categoría Primera A     | Atlético Nacional      | 2015 |
| Goleador del Torneo Finalización (11 goles) | Junior de Barranquilla | 2017 |
| Premio Altius (Mejor Futbolista del año)    | Junior de Barranquilla | 2017 |
| Mejor jugador de Colombia (diario El País)  | Junior de Barranquilla | 2017 |
| 11 ideal del año - Acolfutpro               | Junior de Barranquilla | 2017 |